# El Becerro
El Becerro är en ort i Mexiko.   Den ligger i kommunen Ixhuatlán de Madero och delstaten Veracruz, i den sydöstra delen av landet, 200 km nordost om huvudstaden Mexico City. El Becerro ligger 348 meter över havet och antalet invånare är 326.
Terrängen runt El Becerro är huvudsakligen kuperad, men åt nordost är den platt. El Becerro ligger uppe på en höjd. Runt El Becerro är det ganska tätbefolkat, med 65 invånare per kvadratkilometer. Närmaste större samhälle är La Ceiba, 15,1 km sydost om El Becerro. Omgivningarna runt El Becerro är en mosaik av jordbruksmark och naturlig växtlighet.